# Richard Kališ
Richard Kališ SVD (4. dubna 1901 – 17. července 1981, Vidim) byl slovenský a československý misijní kněz působící v litoměřické diecézi, člen Společnosti Božího slova (verbistů).

## Život
Byl členem řeholní Společnosti Božího Slova – verbistů. Na kněze v katolické církvi byl vysvěcen 17. května 1928. V roce 1970 byl jako kněz v důchodu duchovním správcem řeholních sester Misijní kongregace Služebnic Ducha svatého (CMSSpS), které tvoří jednu ze dvou ženských větví spirituality verbistů, ve Vidimi. U misijních sester ve Vidimi sloužil jako duchovní pastýř až do své smrti 17. července 1981. Poslední rozloučení s ním se konalo ve farním kostele v Horní Vidimi. Poté byly jeho ostatky převezeny do Piešťan (Slovensko), kde byl 24. července 1981 pohřben.